# Chérisey
Chérisey ist eine französische Gemeinde mit 276 Einwohnern (Stand 1. Januar 2022) im Département Moselle in der Region Grand Est (bis 2015 Lothringen). Sie gehört zum Arrondissement Metz.

## Geographie
Chérisey liegt in Lothringen, etwa 15 Kilometer südlich von Metz und zwei Kilometer östlich von Verny, nahe dem Flughafen Metz-Nancy-Lothringen, auf einer Höhe zwischen 203 und 258 m über dem Meeresspiegel. Das Gemeindegebiet umfasst 5,13 km².

## Geschichte
Das Dorf wurde 875 erstmals als Carisiacum erwähnt. Die Ortschaft war früher zwischen dem Herzogtum Lothringen und dem Bistum Metz geteilt.
Durch den Frankfurter Frieden vom 10. Mai 1871 kam die Region an das deutsche Reichsland Elsaß-Lothringen, und das Dorf wurde dem Landkreis Metz im Bezirk Lothringen zugeordnet. Die Dorfbewohner betrieben Getreide-, Wein-, Obst- und Gemüsebau.
Nach dem Ersten Weltkrieg musste die Region aufgrund der Bestimmungen des Versailler Vertrags 1919 an Frankreich abgetreten werden. Im Zweiten Weltkrieg war die Region von der deutschen Wehrmacht besetzt.
1915–1918 und 1940–1944 trug der Ort den eingedeutschten Namen Schersingen.

### Demographie
| Anzahl Einwohner seit Anfang des 20. Jahrhunderts | Anzahl Einwohner seit Anfang des 20. Jahrhunderts | Anzahl Einwohner seit Anfang des 20. Jahrhunderts | Anzahl Einwohner seit Anfang des 20. Jahrhunderts | Anzahl Einwohner seit Anfang des 20. Jahrhunderts | Anzahl Einwohner seit Anfang des 20. Jahrhunderts | Anzahl Einwohner seit Anfang des 20. Jahrhunderts | Anzahl Einwohner seit Anfang des 20. Jahrhunderts | Anzahl Einwohner seit Anfang des 20. Jahrhunderts |
| ------------------------------------------------- | ------------------------------------------------- | ------------------------------------------------- | ------------------------------------------------- | ------------------------------------------------- | ------------------------------------------------- | ------------------------------------------------- | ------------------------------------------------- | ------------------------------------------------- |
| Jahr                                              | 1962                                              | 1968                                              | 1975                                              | 1982                                              | 1990                                              | 1999                                              | 2007                                              | 2019                                              |
| Einwohner                                         | 137                                               | 169                                               | 207                                               | 204                                               | 231                                               | 262                                               | 285                                               | 291                                               |

## Sehenswürdigkeiten

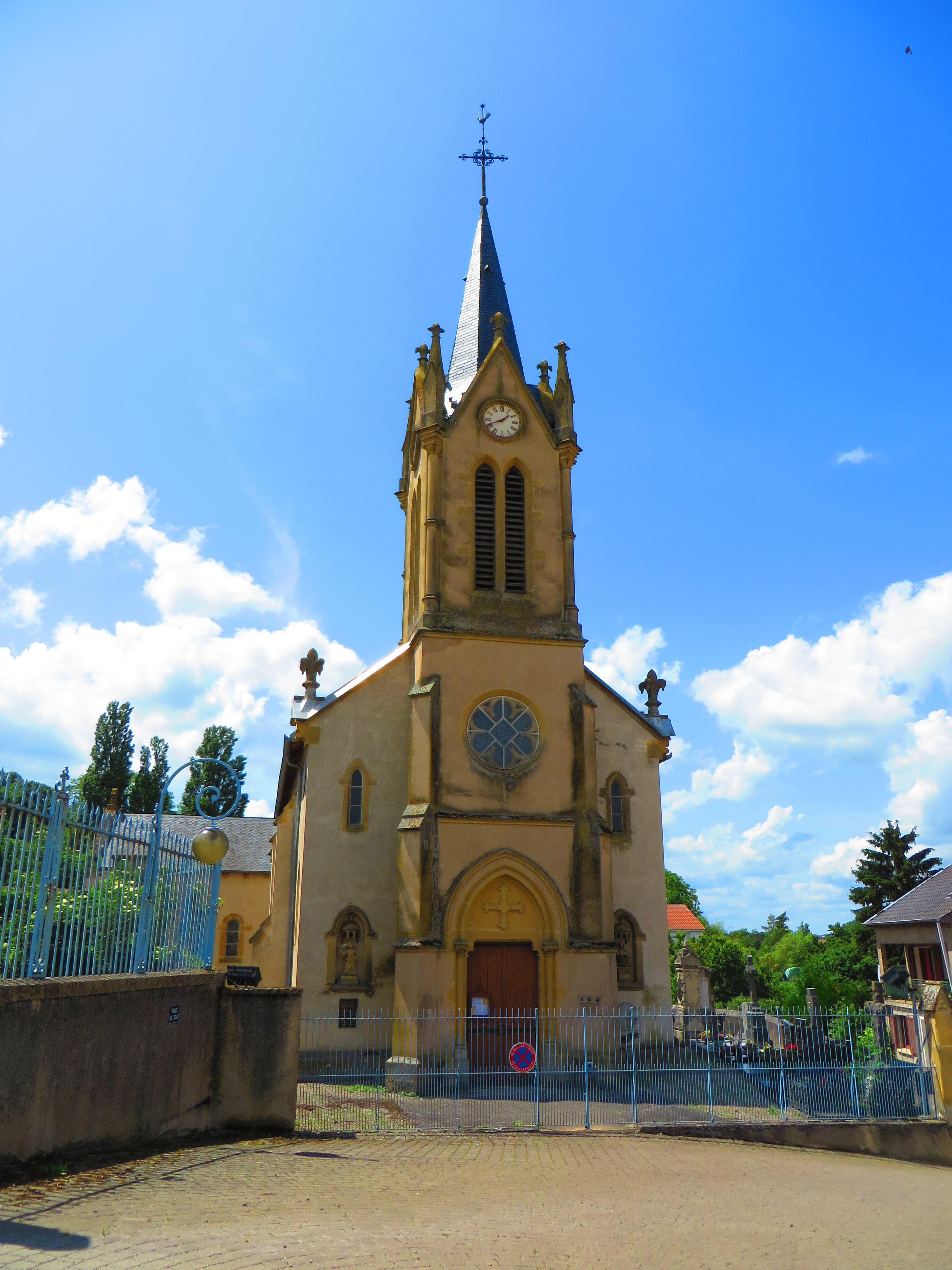
Kirche St. Bartholomäus
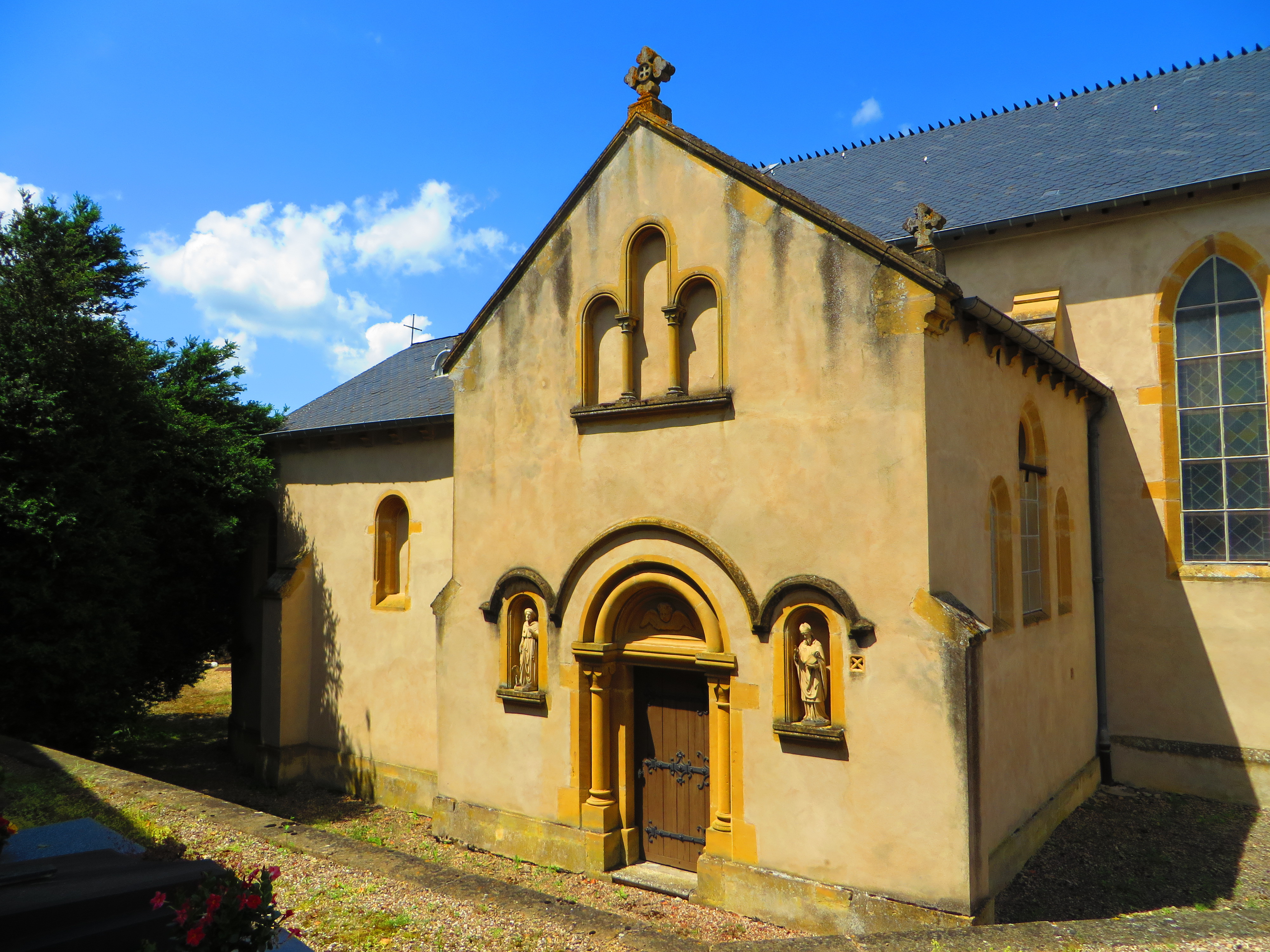
Burgkapelle, Monument historique
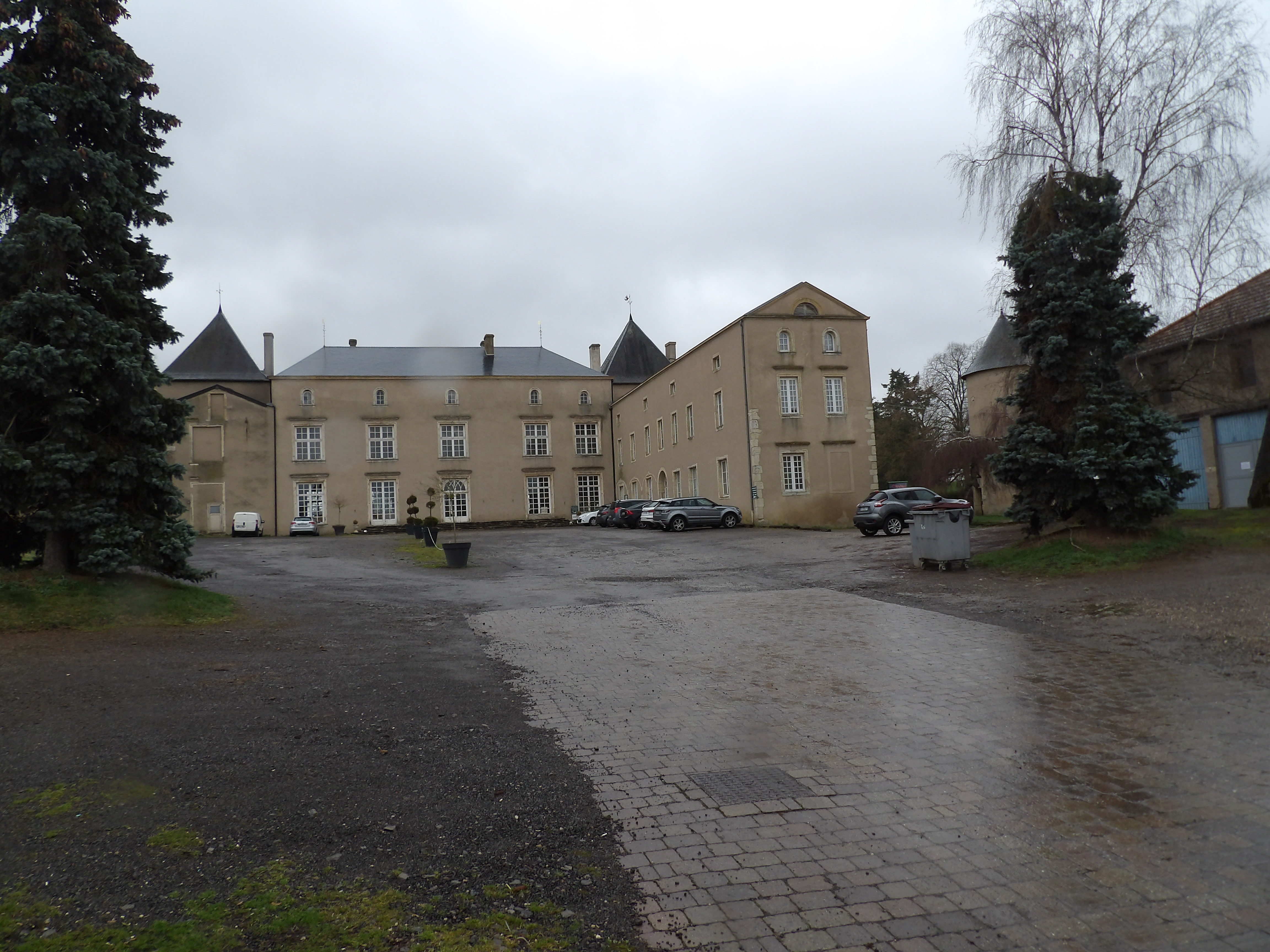
Schloss

- Kirche St. Bartholomäus
- Burgkapelle
- Schloss